# Retable de la chapelle de l'Immaculée Conception
Vous lisez un « article de qualité » labellisé en 2019.  Il fait partie d'un « thème de qualité ».
Le retable de la chapelle de l'Immaculée Conception est un retable bâti entre 1480 et 1482, décoré entre 1483 et 1508 et démantelé au début du XIXe siècle.
Consacré à l'Immaculée Conception, il est exposé tout au long de son existence dans la chapelle dédiée à ce dogme catholique au sein de l'église milanaise Saint-François-Majeur (italien : chiesa di San Francesco Grande -o Maggiore-), détruite en 1806.
Construit par le sculpteur sur bois Giacomo del Maino, il est surtout célèbre pour avoir comporté le tableau La Vierge aux rochers de Léonard de Vinci, aujourd'hui conservé à la National Gallery de Londres. Il comprend également deux panneaux latéraux, les Anges musiciens, peints par Francesco Napoletano et Giovanni Ambrogio de Predis. La décoration par dorure et peinture de sa structure et de ses parties sculptées est confiée au frère de ce dernier, Evangelista.
Nonobstant la célébrité du tableau de Léonard, l'aspect du retable demeure encore sujet à débat parmi les historiens de l'art, d'autant qu'au fil des siècles, il a peut-être subi des modifications au gré de ses déplacements dans l'église, de ses restaurations et des retraits ou de la vente de pièces le constituant.

## Sujet
Le retable a pour thème l'Immaculée Conception.
Selon ce dogme catholique, Marie, recevant par anticipation les fruits de la résurrection de son fils Jésus-Christ, a été conçue exempte du péché originel : elle n'a pas été corrompue par cette faute initiale qui fait que tout être humain connaît depuis une tendance à commettre le mal. Au moment de la création du retable, ce dogme est encore récent et controversé : il n'est admis par l'Église que depuis 1470, et y fait l'objet de débats si vifs que la papauté ne le proclamera officiellement qu'en 1854.

## Historique de l'œuvre

### Commanditaire

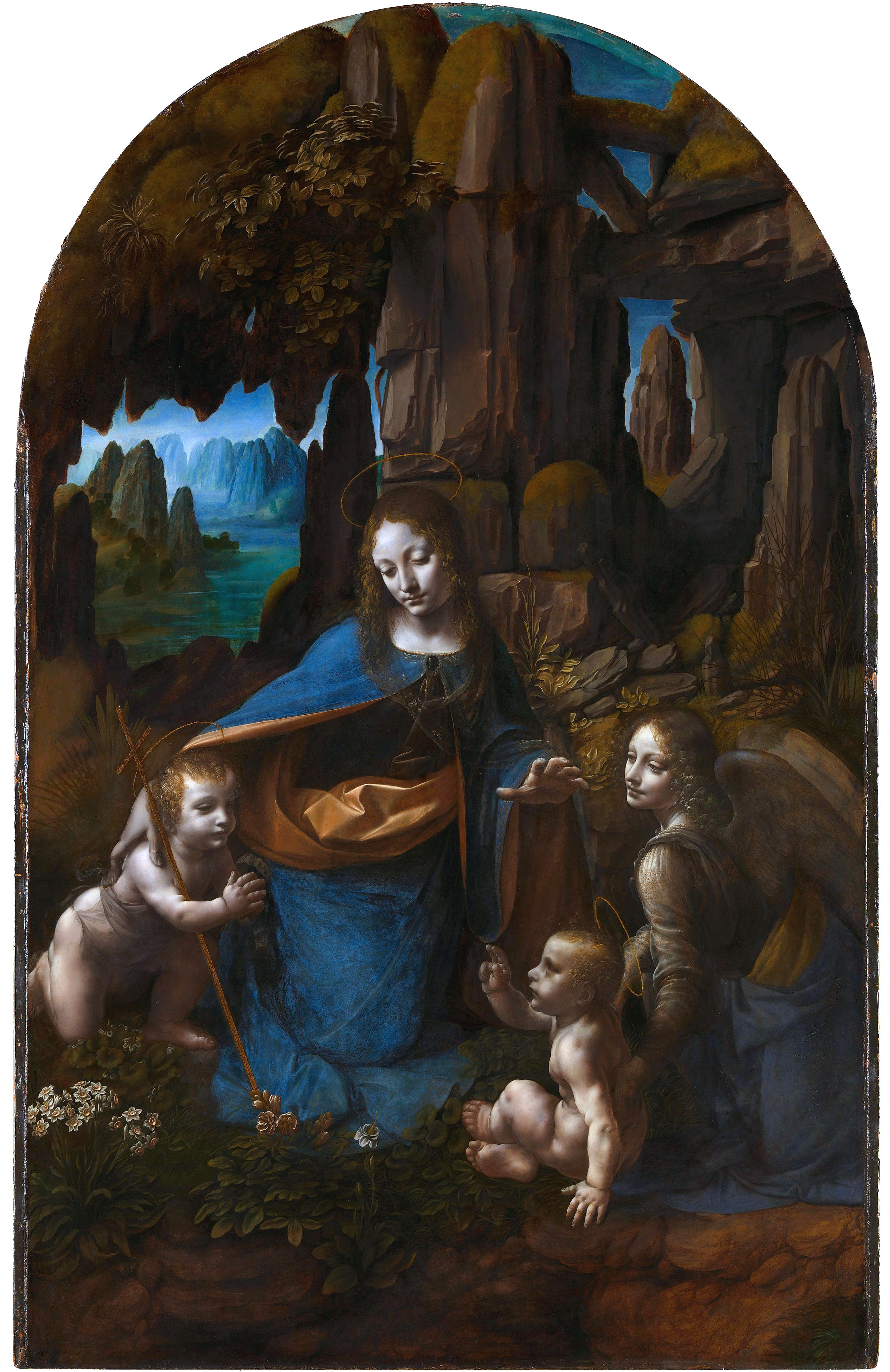
Léonard de Vinci, La Vierge aux rochers, entre 1490 et 1499 puis entre 1506 et 1508, Londres, National Gallery London.

Le commanditaire de l'œuvre est parfaitement identifié : il s'agit de la confrérie de l'Immaculée Conception, confrérie laïque milanaise rattachée à l'église Saint-François-Majeur (en italien : San Fransesco Grande). 
La confrérie est richement dotée puisque ses membres appartiennent à l'aristocratie locale. Comme son nom l'indique, l'église procède de l'ordre des franciscains, fondé en 1210 par saint François d'Assise. Quelques années avant la création du retable, une chapelle consacrée à la Vierge Marie et en particulier à l'Immaculée Conception a été érigée en son sein. Elle est prise sur une parcelle de terrain située tout près de l'atrium, contre la chapelle Saint-Jean-L'Évangéliste, en allant vers la rue Santa Valeria et vers la rue San Ambrogio. L'installation du retable se fait évidemment à la toute fin de cette construction et après la création des fresques qui en décorent la voûte. Enfin, il est conçu d'après le projet élaboré par le prieur Giacomo et trois autres scolari de la confrérie. L'arbitre choisi pour juger de sa qualité s'appelle Giovanni Antonio Amadeo.

### Attributions
Les historiens de l'art sont unanimes sur l'attribution des différentes parties du retable aux artistes ayant participé à sa création.
La structure est l'œuvre du sculpteur sur bois Giacomo del Maino (avant 1469 - 1503 ou 1505). Il possède un atelier de sculpture sur bois, est connu pour avoir, dès 1469, sculpté des éléments dans le chœur de la Basilique Saint-Ambroise, en collaboration avec Lorenzo da Origgio et Giacomo da Torre, et il créera par la suite, entre 1491 et 1505, dans l'église San Maurizio del Ponte, un autre retable consacré au même dogme, de dimensions plus réduites,.
La dorure et la peinture des parties sculptées et en bas-relief de la structure sont dues à Evangelis de Predis. Concernant le panneau central, il s'agit de la version conservée à Londres de La Vierge aux rochers, créée conjointement par Giovanni Ambrogio de Predis, Léonard de Vinci et certainement son atelier.
Quant aux panneaux des Anges musiciens, ils sont réalisés entre 1495 et 1499 par Giovanni Ambrogio de Predis et Francesco Napoletano, très certainement sous la supervision de Léonard de Vinci.

### Repères chronologiques de la création du retable

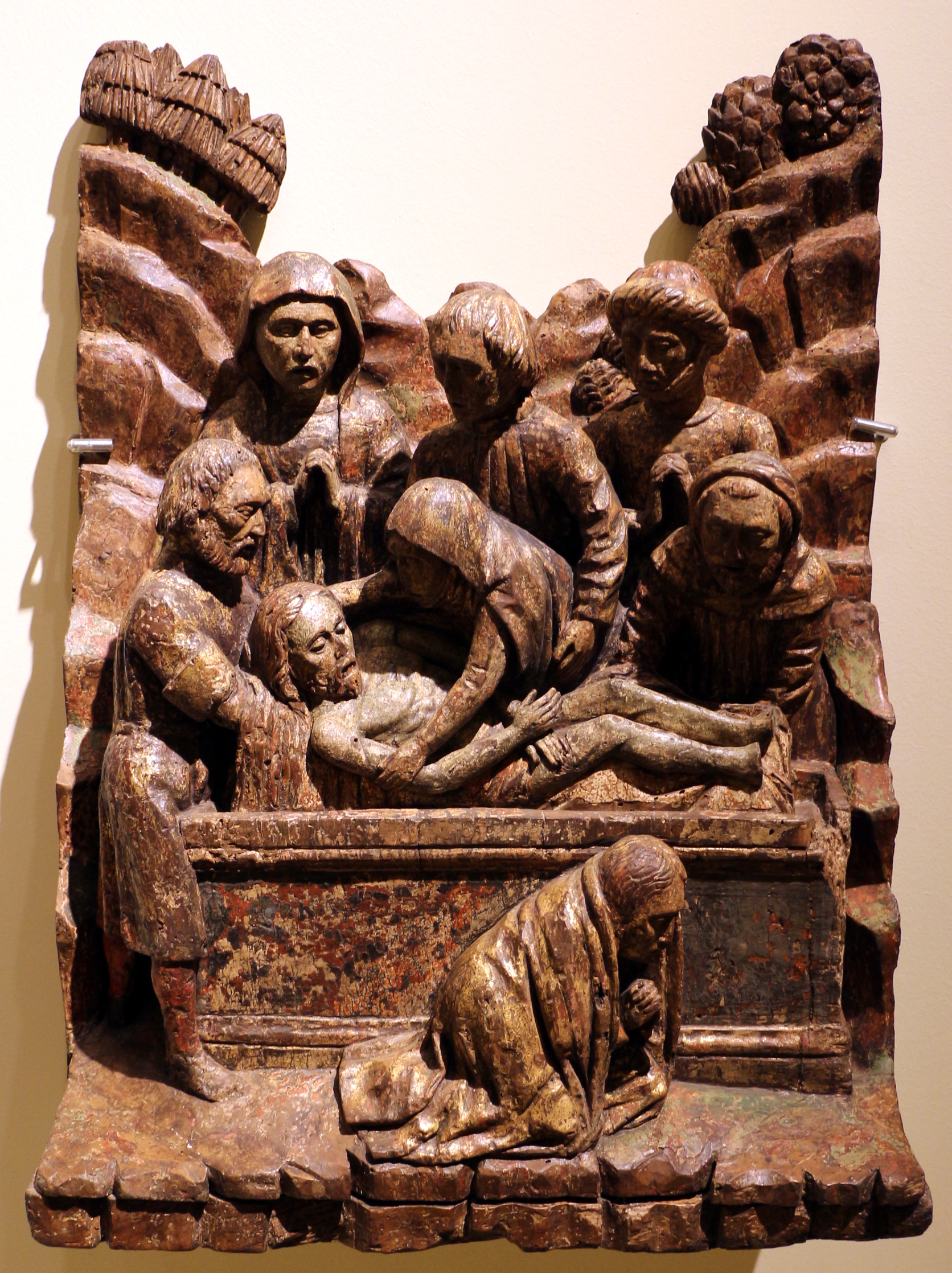
Giacomo del Maino, Mise au tombeau, entre 1450 et 1475, Milan, Château des Sforza.

Le retable de l'Immaculée Conception est édifié selon deux commandes successives : montage d'une structure en bois comprenant des sculptures et des bas-reliefs ; et mise en peinture et dorure de ces derniers ainsi que création de panneaux peints qui seront accolés de manière à former un polyptyque.
Le 8 avril 1480, commande est passée auprès du sculpteur Giacomo del Maino de la structure en bois. La date contractuelle de sa livraison est le 29 septembre 1480, à l'occasion de la Saint-Michel. Le 28 juillet 1482, la confrérie reçoit en héritage d'un certain Innocenzo Della Croce un collier destiné à « orner le cou de la Vierge en cours de réalisation ». Le 7 août 1482, la confrérie signe un bon de réception de la structure du retable, que les chercheurs qualifient de « monumentale ». Le 22 novembre de cette même année est livrée la statue de la Vierge, que del Maino semble avoir achevée dès juillet et pour laquelle il ne demande aucune rétribution.
Le 25 avril 1483 est signé devant notaire, entre la confrérie d'une part et Léonard de Vinci et les frères de Predis d'autre part, un contrat concernant la dorure et la peinture des parties sculptées du retable ainsi que de trois panneaux peints — le panneau central, plus tard connu sous le titre de La Vierge aux rochers, et les deux panneaux latéraux des Anges musiciens. Les stipulants arrêtent la date contractuelle de livraison des trois panneaux au « 8 décembre » sans autre précision. L'ensemble des chercheurs comprennent l'année 1483. Néanmoins, l'historien de l'art Frank Zöllner repousse cette échéance à décembre 1484. De fait, le tableau de La Vierge aux rochers aurait effectivement été totalement achevé début 1485, voire en 1486. Mais, à la suite d'un refus du tableau par la confrérie, Léonard de Vinci et Ambrogio de Predis le vendent avec l'accord du commanditaire à une tierce partie — peut-être Ludovic le More — vers 1493. Il s'agit du tableau conservé de nos jours au musée du Louvre.
Une hypothétique première version des Anges musiciens, aujourd'hui perdue, pourrait avoir subi une destinée identique. Entre 1490 et 1499 puis entre 1506 et 1508, la version de Londres de La Vierge aux rochers est réalisée conjointement par Giovanni Ambrogio de Predis, Léonard de Vinci et sans doute son atelier, et les panneaux des Anges musiciens le sont entre 1495 et 1499 par Giovanni Ambrogio de Predis et Francesco Napoletano. Le 4 avril 1506, des arbitres déclarent que le panneau de La Vierge aux rochers n'est pas achevé et ce n'est que le 23 octobre 1508 que la confrérie de l'Immaculée Conception en signe un bon de réception. Le retable de l'Immaculée Conception est donc achevé à cette date.
Toutefois, entre 1576 et 1579, le retable a peut-être été réagencé après son déplacement au sein de l'église : d'une position dans le registre supérieur, les deux panneaux des Anges musiciens auraient été déplacés pour encadrer le panneau de La Vierge aux rochers.

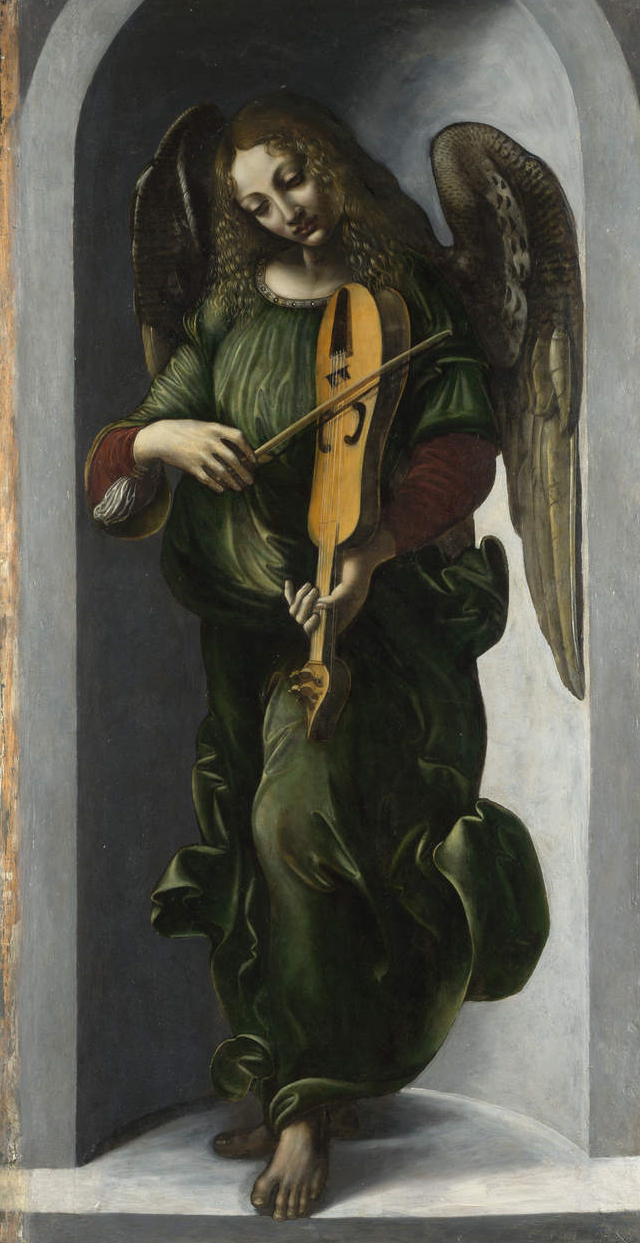
Francesco Napoletano, Ange musicien en vert jouant de la vièle, entre 1495 et 1500, Londres, National Gallery.
Giovanni Ambrogio de Predis, Ange musicien en rouge jouant du luth, entre 1495 et 1500, Londres, National Gallery.

### Considérations financières

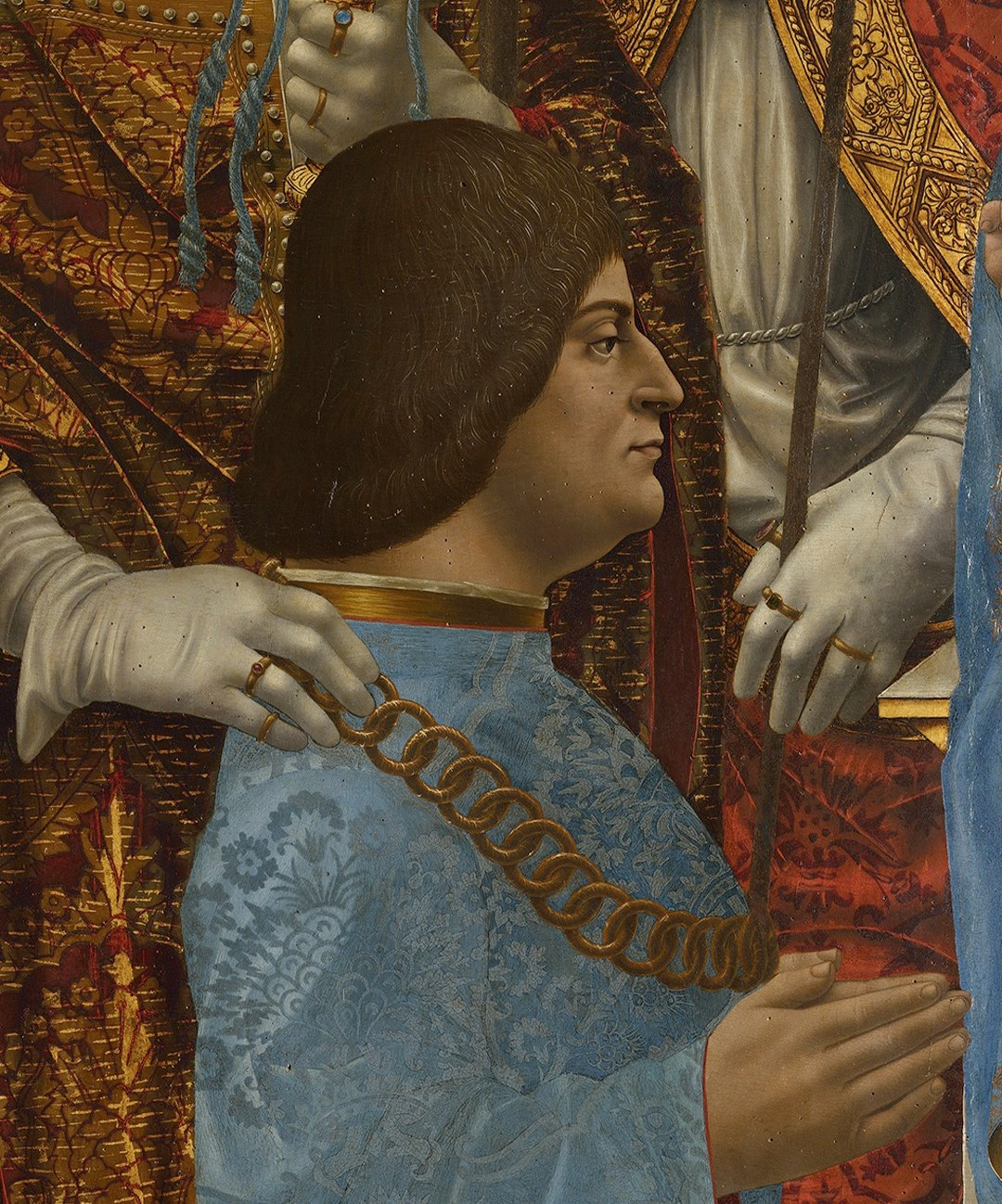
Portrait de Ludovic le More dans le retable Madonna con il Bambino, i dottori della Chiesa e la famiglia di Ludovico il Moro (détail, Maître de la Pala Sforzesca, 1494-1495, Milan, pinacothèque de Brera).

Si cette confrérie d'aristocrates est riche, elle ne s'en révèle pas moins avare de ses moyens.
Le montant total promis au sculpteur Giacomo del Maino s’élève à 710 lires. Mais ce paiement est l’occasion d'un différend : au 7 août 1482, del Maino, qui a déjà reçu 490 lires, peine à recevoir le complément. La situation nécessite l'intervention d'arbitres qui appartiennent au monastère franciscain : del Maino obtient finalement son dû mais avec obligation de placer un objet votif aujourd'hui non déterminé devant l'image de la Vierge.
Le contrat passé entre la confrérie et les peintres (Léonard de Vinci et les frères de Predis) précise la rétribution de ces derniers. La somme qui leur est attribuée s'élève à un total de 800 lires qui couvre leur salaire mais aussi l'achat des matériaux et, en particulier, l'or à un prix déterminé. Un acompte de 100 lires leur est immédiatement payé, puis des versements de 40 lires s'étalent mensuellement jusqu'à fin décembre 1484. Enfin, promesse leur est faite du paiement d'une cagnotte complémentaire à la fin des travaux, laissée à l'appréciation du frère Agostino Ferrari qui joue à l'occasion le rôle d'expert : c'est cette cagnotte qui constitue la base d'un conflit destiné à durer vingt-cinq ans entre les commanditaires et les artistes. En effet, arguent ces derniers, les 800 lires peinent à couvrir l'exécution du retable : ils demandent donc un supplément de 400 lires, s'opposant en cela aux 100 lires proposées par la confrérie. Finalement, les artistes réfutent la médiation de l'« ami commun » mandaté au motif qu'il n'entend rien à l'art — ou, selon leurs termes dans un courrier adressé à Ludovic Sforza, « qu'un aveugle ne peut pas juger des couleurs » et qu'il est donc incapable d'évaluer la valeur des œuvres en question. Pourtant cette entremise est contractuelle et le médiateur a pouvoir de régler toutes les problèmes relatifs à l’interprétation ou à l’exécution du contrat, comme de condamner la partie qu'il jugerait défaillante à payer des pénalités à l’autre.
En définitive, c'est certainement l'intervention personnelle de Ludovic le More, par l'intermédiaire de certains juristes membres de son conseil de justice, qui résout le différend : il rachète la première version de l'œuvre, sans que l'on sache vraiment si son action a été au-delà.

## Aspect présumé du retable

### La commande du 25 avril 1483
Le contrat de 1483 par lequel la confrérie engage Vinci et les frères de Predis pour les panneaux peints présente l'intérêt de décrire la structure déjà bâtie.
« Liste des ornements pour le retable de l'Immaculée Conception de la glorieuse Vierge Marie dans l'église San Francesco Grande à Milan :
- Premièrement, nous voulons que l'ensemble du retable, à savoir, à l'exception des têtes, les champs sculptés comportant les figures, soit intégralement doré à l'or fin au prix de 3 lires et 10 soldi pour cent ;
- Idem le vêtement de Notre Dame du panneau central avec du brocart d'or et du bleu outremer ;
- Idem la robe de Notre Dame en laque rouge et à l'huile ;
- Idem la doublure du vêtement, de brocart d'or et vert à l'huile ;
- Idem les séraphins en rouge vermillon et en peinture égratignée[N 3] ;
- Idem Dieu le Père avec un vêtement de dessus en brocart d'or et en outremer ;
- Idem les montagnes et les pierres, travaillées à l'huile et dans différentes couleurs ;
- Idem, sur les panneaux latéraux, quatre anges de différents aspects, chantant sur un panneau, jouant d'un instrument sur l'autre ;
- Idem, dans toutes les parties où apparaît Notre Dame, qu'elle soit décorée comme dans le panneau central, et les autres figures à la manière grecque, parée de différentes couleurs, à la manière grecque ou moderne. Tous seront d'aussi parfaite facture que les constructions, montagnes, plaines, les surfaces de toutes les parties, et toutes choses peintes à l'huile ; et les sculptures sur bois défectueuses devront être réparées ;
- Idem les sibylles et le fond, qui seront faits en forme de niche, et les figures avec différents vêtements, toutes à l'huile ;
- Idem les corniches, pilastres, chapiteaux et toutes les sculptures, qui seront dorées comme il a été dit plus haut, sans y mêler aucune couleur ;
- Idem la surface du panneau central, où Notre Dame sera peinte à l'huile sur la surface plane, en toute perfection, en couleurs fines, avec son fils et les anges et avec les deux prophètes, comme il a été dit plus haut ;
- Idem la plinthe, qui sera peinte comme les autres parties intérieures ;
- Idem les visages, mains et jambes, qui seront nus et colorés en toute perfection à l'huile ;
- Idem pour l'endroit où est assis l'Enfant, lequel lieu sera travaillé à l'or sous forme de crucifère[26]. »

### 1503-1576: l'hypothèse Hannelore Glasser
Dans les années 2000, s'appuyant sur la thèse de doctorat d'Hannelore Glasser, les historiens de l'art Rachel Billinge, Luke Syson et Marika Spring exposent une hypothèse qui est loin de faire l'unanimité parmi les chercheurs : initialement et jusqu'en 1576, les deux panneaux des Anges musiciens se seraient trouvés au-dessus de celui de Léonard de Vinci, c'est-à-dire sur le registre supérieur, La Vierge aux rochers occupant le registre central. Ils se fondent sur le fait que la lista du contrat de commande des panneaux peints décrit le retable du haut vers le bas : or, les deux tableaux des Anges musiciens sont évoqués avant ce qui semble être la statue votive de la Vierge et avant le tableau de Léonard de Vinci. Cette disposition initiale expliquerait la disharmonie des couleurs initiales des fonds des Anges musiciens ainsi que, selon Luke Syson, leur « qualité médiocre ».

### 1579-finXVIIIesiècle: aspect selon la description traditionnelle
- Figures en bas-relief[32],[1].
- Structure de soutien du retable[32].

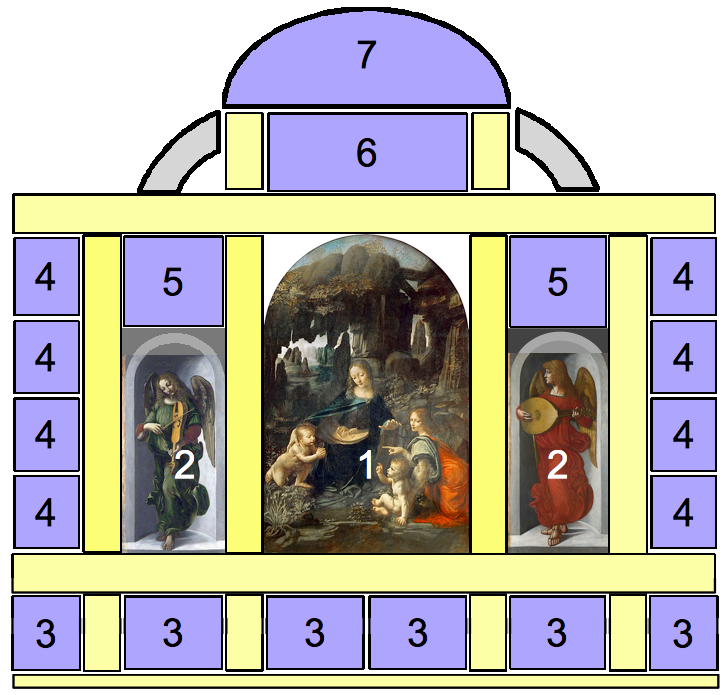
Schéma du retable d'après les hypothèses de Carlo Pedretti, de Malaguzzi-Valeri, Frank Zöllner et Gerolamo Biscaro, d'après le contrat de commande.
Figures en bas-relief,.
Structure de soutien du retable.
1) Panneau de La Vierge aux rochers - 2) Panneaux latéraux représentant des anges musiciens - 3) Scènes de la vie de la Vierge - 4) Scènes de la vie de la Vierge - 5) ? - 6) La Vierge avec une gloire d'anges - 7) Représentation de Dieu le Père avec une gloire de Séraphins.

En 1576, la chapelle de l'Immaculée Conception étant détruite, le retable est déplacé dans l'église pour être installé plus durablement dans une autre chapelle, qui prend dès lors le nom de l'« Immaculée Conception ». À cette occasion, il se peut qu'il soit restructuré pour adopter la forme usuellement décrite depuis par les historiens de l'art. Néanmoins ce besoin de restructuration demeure largement conjecturel puisque l'hypothèse d'un schéma structurel du retable différent avant 1576 demeure très minoritaire chez les chercheurs,,. De plus, l'inventaire des demandes faites dans le contrat mentionne bien le terme « latéraux » : « Idem, sur les panneaux latéraux, quatre anges de différents aspects, etc. ». Quoi qu'il en soit, un témoignage de 1671 décrit le retable avec le panneau de La Vierge aux rochers encadré par les panneaux des Anges musiciens : le panneau de gauche est l'Ange musicien en vert jouant de la vièle et celui de droite l'Ange musicien en rouge jouant du luth.
Le contrat de commande du 25 avril 1483 constitue un moyen privilégié pour se représenter une image un tant soit peu précise du retable aujourd'hui perdu. Dans l'ensemble, il était constitué de bas-reliefs, de sculptures, dont la statue représentant la Vierge, et de panneaux peints. Contrairement à ce que peut imaginer le spectateur moderne, influencé par la célébrité du tableau de La Vierge aux rochers et de son créateur Léonard de Vinci, c'est bien la statue votive de la Vierge créée par del Maino qui constitue pour le spectateur contemporain de sa création le cœur autour duquel est structuré le retable.

#### La cimaise
Le contenu de la cimaise — partie la plus haute du retable — est, grâce à la lecture du contrat, unanimement reconnu : elle présente une sculpture de Dieu le Père entouré d'anges et de séraphins,,.
De façon assez surprenante, le contrat mentionne ensuite des « montagnes et roches », sans que les chercheurs sachent exactement où les situer.

#### Le registre supérieur
Le retable comporte une statue de la Vierge Marie créée par del Maino et portant un vêtement peint de manière à imiter un « brocart d'or et d'outremer ». Les chercheurs sont toutefois en désaccord quant à sa place sur le meuble : soit sur le registre supérieur, c'est-à-dire au-dessus du panneau de La Vierge aux rochers, pour les uns, soit cachée par ce dernier, donc sur le registre inférieur, pour les autres. Est également visible un collier offert par un donateur, constitué de quatorze fleurs d'or fin massif ornées d'autant de perles et, entre chaque fleur, d'une lettre dont l'ensemble compose très probablement le nom de « Maria Immacolata ». Sa situation est également incertaine : placé autour du cou de la statue, ou directement fixé sur le tableau. L'imagerie scientifique a permis dans les années 1990 à Pietro Marani de déceler sur le tableau de Léonard de Vinci un indice corroborant cette dernière hypothèse : deux trous de part et d'autre du cou de la Vierge et rebouchés au plâtre avec repeint.

#### Le registre inférieur:La Vierge aux rocherset lesAnges musiciens
La retable comporte un panneau central peint intitulé La Vierge aux rochers réalisé par Léonard de Vinci. Il s'agit de la seconde version du tableau, conservée à Londres, la seule à avoir effectivement été exposée dans le retable. Nombre d'historiens de l'art avancent l'hypothèse que ce tableau constitue en fait un panneau amovible servant à cacher la statue votive de la Vierge sculptée par del Maino et destinée à être dévoilée chaque 8 décembre, jour de la fête de l'Immaculée Conception. D'après Costantino D'Orazio, cet éventuel mécanisme dénote alors « une œuvre futuriste, comme ces retables mobiles qui seront tout particulièrement en vogue au XVIIe siècle ». Néanmoins, tempère Pietro Marani, le panneau de La Vierge aux rochers conservé à Londres ne présente aucune trace de charnière ou de système d'accroche qui pourrait confirmer cette hypothèse.
Deux panneaux sont destinés à l'accompagner, les Anges musiciens dont le contrat confère la responsabilité à Giovanni Ambrogio de Predis. Dès lors, les trois panneaux sont accolés de manière à former un polyptyque. Une grande majorité des chercheurs s'entendent pour considérer que ces deux tableaux encadrent celui de La Vierge aux rochers dès la création du retable,,,. Dans les deux parties triangulaires situées au-dessus de l'arche du tableau de Léonard apparaitraient des images de sibylles, femmes prophétesses, symboles de l'attente des Gentils qui avaient entrevu le Christ.

#### Pilastres latéraux
Seul parmi les chercheurs à les évoquer, Gerolamo Biscaro relève la présence de pilastres latéraux qui figureraient des scènes sculptées de la vie de la Vierge.

#### La prédelle
La prédelle — partie la plus basse du retable — est constituée de panneaux sculptés, peints et dorés représentant des scènes en relief de la vie de la Vierge Marie,. L'un d'entre eux aurait pu représenter le Christ dans une crèche.

## Situation dans l'église Saint-François-Majeur

### Au moment de la réception
| \| —→ 2 → 1 \| |
| L'Église Saint-François-Majeur : le retable, d'abord situé dans la chapelle la plus en bas à droite (1), est déplacé à partir de 1579 dans la chapelle sise au-dessus et à droite du chœur (2). |
| —→ 2 → 1 |

À partir de 1503 le retable peut être considéré comme à peu près terminé : seul le tableau de la Vierge aux rochers demeure inachevé, et ce jusqu'en 1508, date à laquelle la confrérie peut signer le certificat de réception qui marque l'achèvement de l'ensemble. Le retable se dresse dans la chapelle de l'Immaculée Conception située près de l'atrium.

### Déplacements à l'intérieur de l'église et modifications
La chapelle de l'Immaculée Conception est détruite en 1576, et en 1579 le retable est déplacé dans la chapelle Saint-Jean-Baptiste, non loin du chœur. Cette dernière est dès lors renommée « chapelle de l'Immaculée Conception ».
À cette occasion le retable est démonté et restructuré, comme le montrent les marques de sciage des deux panneaux des Anges musiciens indiquant que leurs dimensions ont été modifiées. De même les couleurs du fond ont-elles subi de profonds changements : l'Ange musicien en vert jouant de la vièle présentait un arrière-plan où le vert dominait et un paysage aux couleurs vertes et bleues, tandis que l'Ange musicien en rouge jouant du luth proposait une niche de couleur rougeâtre imitant certainement la pierre. Or, les fonds ont été repeints en gris, dans le but probable d'uniformiser les couleurs.
En 1671, un témoignage présente le retable avec le panneau de La Vierge aux rochers encadré par les ceux des Anges musiciens. Une telle description est confirmée par un autre témoignage datant de 1716 : « Sur les côtés, il a deux chapelles isolées dédiées à la Conception de la Sainte Vierge dépourvue de moindre faute originelle, on voit ici un tableau peint de Léonard de Vinci avec deux anges latéraux. »
En 1781 est effectué un inventaire de l'ameublement de la chapelle de l'Immaculée Conception qui décrit très succinctement le retable. Celui-ci présentant des différences significatives de couleurs et de formes avec les prescriptions du contrat, il est possible de considérer que des actions de restauration ont été menées dans les siècles précédents : remplacement des couleurs chair des visages et des parties découvertes des corps par une couleur bronze uniforme ; réduction de la taille du retable, certainement par retrait de parties décomposées du bois, en éliminant notamment sa moitié supérieure.

### Un retable démantelé
En 1781 les trois tableaux composant le retable de l'Immaculée Conception sont séparés : La Vierge aux rochers est en effet vendue à un collectionneur anglais. Un témoignage datant de 1798 indique ainsi que les Anges musiciens, encore à leur place dans le retable, encadrent le vide laissé par le tableau de Léonard de Vinci,. Quant aux panneaux des Anges musiciens, ils sont mis sous séquestre dans le « Fonds de la religion de la République Cisalpine » (en italien : Fondo di religione della Republica Cisalpina) après la création de la République cisalpine par le général Bonaparte ; puis ils sont vendus en 1802 à un collectionneur d’art italien, Giacomo Melzi. Enfin, en 1806, l'église Saint-François-Majeur, jugée vétuste et dangereuse, est détruite et, depuis, la structure du retable ainsi que la statue de la Vierge sculptée par del Maino sont réputées perdues.

## Analyse

### Couleurs et mise en scène
Le retable, peint et doré par les soins d'Evangelis de Predis, est polychrome.
Deux couleurs dominent néanmoins l'ensemble : le bleu, couleur mariale, et l'or. Il apparaît donc que Léonard de Vinci en a largement tenu compte lorsqu'il a créé la version de la National Gallery de La Vierge aux rochers, où domine également le bleu. Bien plus, il procède selon un contraste entre tons et lumières : mais là où la version du Louvre présentait des carnations aux couleurs chaudes s'opposant aux tons froids du fond, celle de Londres offre des carnations aux couleurs froides sur un fond de teintes chaudes conférant aux coloris « le tranchant du clair de lune ».
Par ailleurs, il convient d'appréhender l'environnement du retable : celui-ci est exposé au sein d'une chapelle qu'il faut imaginer assez obscure, éclairée par des bougies, et qu'il est possible d'envisager comme le prolongement du décor caverneux que propose l'œuvre à travers ses parties sculptées et le panneau de Léonard de Vinci.

### Le thème de l'Immaculée Conception
L'Immaculée Conception constitue un dogme relativement tardif au sein de l'Église catholique, développé notamment dans les écrits du théologien franciscain écossais Jean Duns Scot (vers 1266 - 1308). Ce dogme s'oppose à la vision dominicaine selon laquelle Marie n'est purifiée que dans le ventre de sa mère Anne, après la conception, et qui juge hérétique l'idée des franciscains. À la création du retable, il y a peu voire pas de représentation artistique de la doctrine et, en tout cas, celle-ci ne fait pas encore l'objet de conventions artistiques établies et stables : il est dès lors possible de considérer que le retable constitue une œuvre précurseure dans le domaine. De fait, ce dernier pourrait résulter d'un assemblage composite tiré d'écrits théologiques, de représentations des autres dogmes liés à la Vierge (l'Annonciation ou l'Assomption par exemple) et de symboles fixés ou en cours d'établissement. Ainsi les figures de sibylles et de prophètes, visibles sur le vide laissé par le dessus de l'arche du tableau, commencent à s'installer dans la peinture contemporaine spécifiquement consacrée à l’Immaculée Conception, notamment en Toscane.
Ceci pourrait expliquer pourquoi, dans la première version de La Vierge aux rochers, Léonard de Vinci prend la liberté de s'inspirer d'un ouvrage gnostique et mystique intitulé l'Apocalypsis Nova (conservé à la bibliothèque Ambrosienne à Milan), dont l'auteur est Amadeo Mendes da Silva (v.1420-1482) — religieux catholique portugais réformateur de l'ordre des franciscains et ayant exercé son ministère à Milan —, qui y affirme la primauté des figures de Marie et Jean le Baptiste dans le mystère de l'Immaculée Conception. Néanmoins cette proposition de Léonard de Vinci est jugée hétérodoxe par la confrérie, qui la rejette et en demande une seconde.
Enfin, s'arrêter à l'étude de la Vierge aux rochers pour appréhender une représentation du dogme de l'Immaculée Conception peut être problématique. En effet, cette idée n'est pas flagrante dans le tableau, celui-ci s'intéressant plutôt à la rencontre entre la Sainte Famille et celle de Jean lors de la fuite en Égypte, au moment du massacre des Innocents : il convient de considérer que c'est bel et bien la statue de la Vierge réalisée par Giacomo del Maino qui en est porteuse.

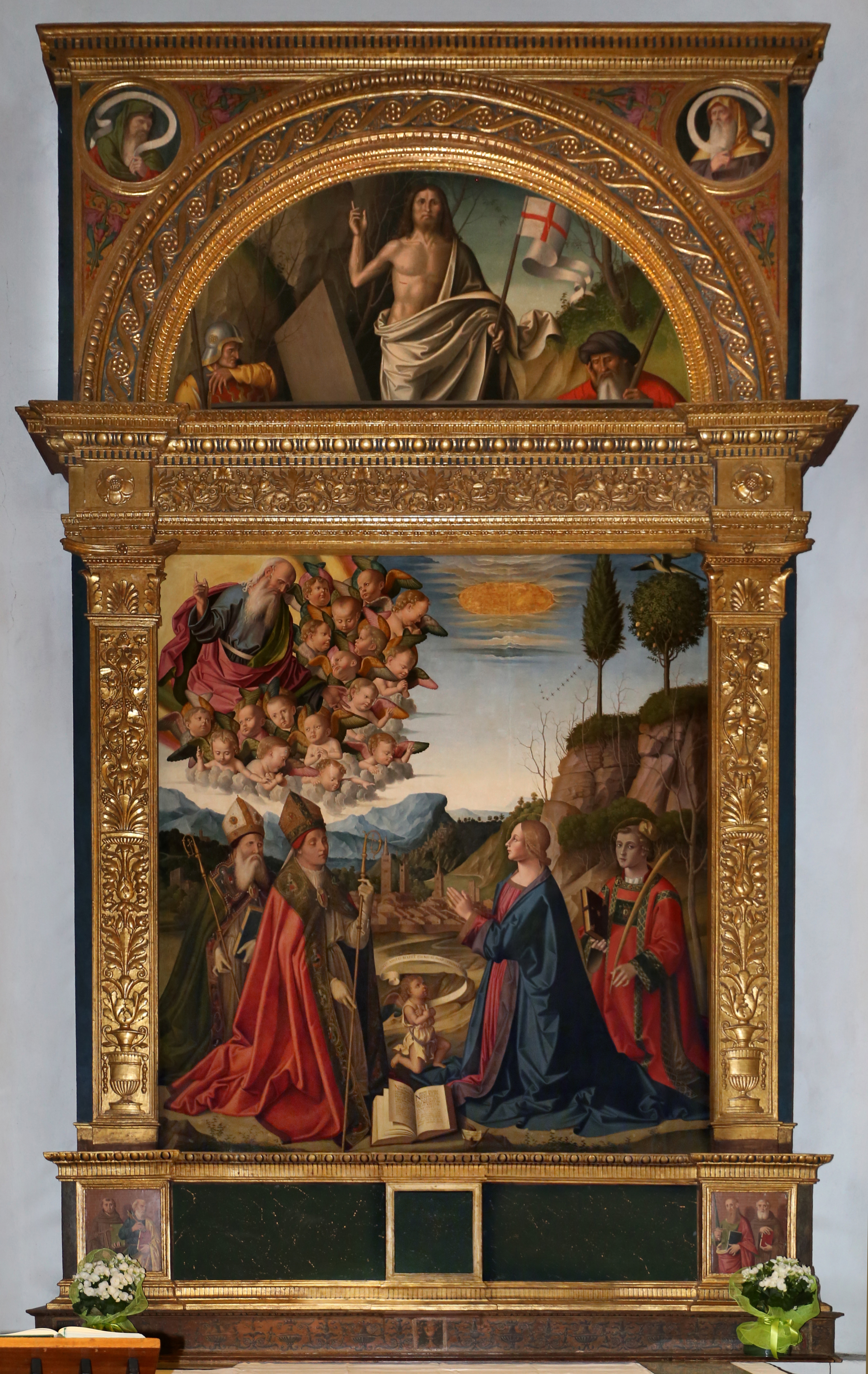
Marco Palmezzano,  Immaculée conception avec le Dieu le père en gloire et les saints Anselme, Augustin et Étienne et, en cimaise, La Résurrection, 1509, Forlì, Abbaye de Saint Mercuriale.
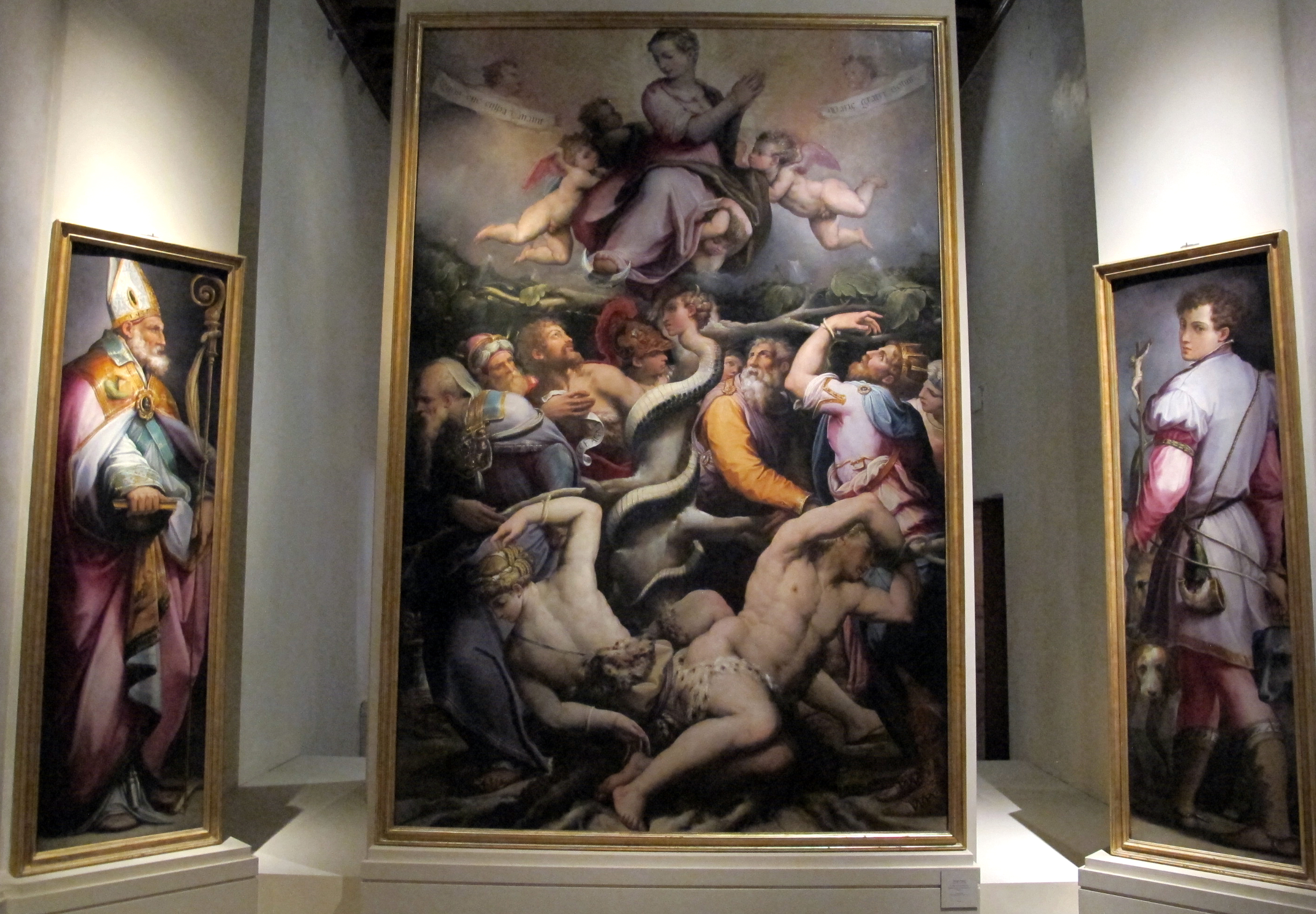
Giorgio Vasari, 1543, Arezzo, musée d'art Médiéval et moderne.